# Extreme Makeover Brasil
Extreme Makeover Brasil é um reality show de reforma e decoração brasileiro que estreou no GNT em 10 de março de 2020. A série é a versão brasileira do formato original norte-americano Extreme Makeover: Home Edition. O programa conta com o apresentador Otaviano Costa, o arquiteto Duda Porto, a engenheira Bruna Arruda, o designer de interiores Diogo Oliveira e a maker e youtuber Paloma Cipriano.

## Episódios
| Temporada | Temporada | Episódios | Episódios | Originalmente lançado | Originalmente lançado |
| Temporada | Temporada | Episódios | Episódios | Estreia da temporada  | Final da temporada    |
| --------- | --------- | --------- | --------- | --------------------- | --------------------- |
|           | 1         | 8         | 8         | 10 de março de 2020   | 28 de abril de 2020   |

### 1.ª Temporada (2020)
| N.º na série | N.º na temp. | Título              | Dirigido por | Escrito por | Exibição original   |
| ------------ | ------------ | ------------------- | ------------ | ----------- | ------------------- |
| 1            | 1            | "Família Gonçalves" | ASA          | ASA         | 10 de março de 2020 |
| 2            | 2            | "Família Bauso"     | ASA          | ASA         | 17 de março de 2020 |
| 3            | 3            | "Família Oliveira"  | ASA          | ASA         | 24 de março de 2020 |
| 4            | 4            | "Família Lima"      | ASA          | ASA         | 31 de março de 2020 |
| 5            | 5            | "Família Bailon"    | ASA          | ASA         | 7 de abril de 2020  |
| 6            | 6            | "Família Galli"     | ASA          | ASA         | 14 de abril de 2020 |
| 7            | 7            | "Família Malaquias" | ASA          | ASA         | 21 de abril de 2020 |
| 8            | 8            | "Família Antônio"   | ASA          | ASA         | 28 de abril de 2020 |